# ブレイクマンデー24
『ブレイクマンデー24』は、日本のフジテレビ系列で2017年10月3日から2022年3月29日まで毎週火曜 0時25分 - 1時25分（月曜深夜）に放送していたテレビ番組枠である。

## 概要
フジテレビの2017年10月改編において、フレッシュな出演者や制作者などを積極的に起用し“ブレイク”していく番組や、週初めに当たる（暦日上火曜日未明となっているが）月曜日の“ブレイクタイム”として1週間の活力になる番組をラインナップしていく。本枠では、ドラマ、バラエティ、リアリティショーなど、ジャンルを問わず「SNSを中心に学校や職場で話題になる」コンテンツを制作し、地上波を中心にフジテレビ・オンデマンド、BS、CSと密に連携した編成を行っていく。次世代を担うユニークなコンテンツを発信することで、地上波深夜の新しい文化を築き上げていく。
2022年4月から新しく｢月曜PLUS｣にリニューアル(30分縮小)。

## 放送リスト

### 0時25分 - 1時25分枠
- アイ〜私と彼女と人工知能（2017年10月3日・10日）
- 超限定能力（第27回フジテレビヤングシナリオ大賞受賞作品）（2017年12月12日、再放送）
- リフレイン（第29回フジテレビヤングシナリオ大賞受賞作品）（2017年12月19日、ただし特別編成のため10分繰り下げ。2019年1月3日1:50 - 2:50（同年1月2日25:50 - 26:50）に再放送）
- NEWSICAL（2017年12月26日、ただし特別編成のため5分繰り上げ）
- さまぁ～ずコントTV（2018年1月9日、ただし特別編成のため10分繰り下げ）
- 愚痴BOX（2018年1月16日）
- ストリートワイズ・イン・ワンダーランド -事件の方が放っておかない探偵-（2018年3月20日・27日）
- さまぁ〜ずの神ギ問ブームアップ（2018年4月3日）
- 週末はウマでしょ!Second　impact〜ホースマンは2度、夢を見る〜（2018年7月3日、ただし特別編成のため5分繰り下げ）
- 矢作と山崎と（2019年1月8日、ただし特別編成のため90分繰り下げ）
- 富美沢梅男の逆逆（2019年10月1日、ただし特別編成のため40分繰り下げ）
- パニックコマーシャル（第31回フジテレビヤングシナリオ大賞受賞作品）（2019年12月17日、ただし特別編成のため50分繰り下げ）
- 全日本フィギュアメダリストオンアイス（2019年12月24日）
- 春の高校バレー 第72回全日本バレーボール高等学校選手権大会　男女2回戦（2020年1月7日、ただし特別編成のため30分繰り下げ）
- クイズ!穴埋めニッポンガイド（2020年3月31日）
- FODドラマ「東京ラブストーリー」最終回配信直前SP!!（2020年6月2日）
- リッチマン、プアウーマン（2020年7月7日 - 9月15日、再放送）
- 純喫茶に恋をして 傑作選（2020年9月22日、ただし特別編成のため10分繰り下げ）
- 極限リサーチャー（2020年9月29日）
- ポルノグラファー～インディゴの気分～（再放送、2021年3月9日 - 3月16日）
- スイートリベンジ(2021年3月23日、ただし特別編成のため40分繰り下げ)
- 突然ですが占ってもいいですか? 4月7日は2時間SP!（2021年4月6日、ただし特別編成のため30分繰り下げ）
- めぐる。(再放送、2022年3月15日[注 1])

### 0時25分 - 1時20分枠
- ウワサのお客さま3月27日は3時間スペシャル!（2020年3月24日）

### 0時25分 - 0時55分枠
- ぼくは麻理のなか（2017年10月17日 - 12月5日）
- TERRACE HOUSE OPENING NEW DOORS（2018年1月23日 - 2019年3月12日）
- 矢作と山崎と（2018年9月25日、ただし特別編成のため65分繰り下げ）
- 平成物語～なんでもない、けれどかけがえのない瞬間～第1話（2019年3月19日、ただし特別編成のため40分繰り下げ）
- 小説王（2019年4月23日 - 7月2日）
- TERRACE HOUSE TOKYO 2019-2020（2019年7月9日 - 2020年5月19日、同年同日の放送分を以って諸般の事情によりそのまま放送打ち切り[1]）
- アナマガ～ミタパンの集いSP～（2020年5月26日、再放送、ただし特別編成のため10分繰り下げ）
- 乃木坂シネマズ〜STORY of 46〜特別編（2020年6月9日 - 6月30日）
- 鬼滅の刃 第六話（2020年10月13日）
- 時をかけるバンド（2020年10月20日 - 12月22日）
- 30禁 それは30歳未満お断りの恋。（2021年1月12日 - 3月2日）
- ヒミツのアイちゃん（2021年4月13日 - 6月15日）
- 彼女のウラ世界（2021年6月22日 - 8月24日）
- スイートリベンジ（2021年8月31日 - 11月16日）
- 何するカトゥーン?（2021年10月26日 - 2022年3月29日<月1回放送>）
- ギヴン(2021年11月23日 - 12月28日)
- 私の正しいお兄ちゃん(2022年1月11日 - 3月1日)
- めぐる。(再放送、2022年3月8日・22日)

### 0時25分 - 1時55分枠
- 寺門ジモンの取材拒否の店2020秋（2020年10月6日）

### 0時55分 - 1時05分枠
- 劇場版「鬼滅の刃」無限列車編PRベルト（2020年10月13日）

### 0時55分 - 1時25分枠
- 恋神アプリ（2017年10月17日 - 11月21日）
- 民衆の敵スピンオフドラマ「片思いの敵」SP（2017年11月28日）
- 刑事ゆがみクライマックス直前ダイジェスト（2017年12月5日）
- ラブラブエイリアン2（2018年1月23日 - 3月13日）
- マキタ研究所（2018年4月10日・17日、特別編成のため4月10日は40分・4月17日は25分それぞれ繰り下げ）
- 花にけだもの（2018年4月24日 - 6月26日）
- 青と僕（2018年7月10日 - 8月14日）
- ザ・ブラックカンパニー（2018年8月21日 - 9月25日）
- 過ちスクランブル（2018年10月9日 - 11月6日）
- 恋神アプリ（再放送、2018年11月13日 - 12月11日）
- JOKER×FACE（2019年1月15日 - 3月19日）
- 高嶺と花（2019年4月23日 - 6月18日）
- 矢作と山崎と（2019年6月25日 - 7月9日）
- いつか、眠りにつく日（2019年7月16日 - 8月20日、特別編成のため、7月16日は15分、7月23日 - 8月6日、8月20日は10分それぞれ繰り下げ）
- 花にけだもの〜Second Season〜（2019年8月27日 - 9月24日、特別編成のため、8月27日は55分[注 2]、9月3日は10分、9月10日は20分、9月17日は65分[注 3]、9月24日は50分[注 4]繰り下げ）
- アナマガ「フジアナ歌祭り」〜地上波と配信と。SP!〜（2019年10月15日、特別編成のため25分繰り下げ）
- ヤヌスの鏡（2019年10月22日 - 12月10日）
- ブスの瞳に恋してる（2020年1月14日 - 3月3日）
- 矢作と山崎と（2020年3月10日）
- 矢作と山崎とイケメンパラダイス（2020年3月17日、特別編成のため35分繰り下げ）
- 地獄のガールフレンド(2020年4月7日 - 5月19日、6月9日 - 6月23日)
- FODドラマ「東京ラブストーリー」出演者が語るドラマの裏側SP!!（2020年5月26日、特別編成のため10分繰り下げ）
- 矢作と山崎とイケメンパラダイス（2020年6月30日）
- 世界をマンガでハッピーに!〜セカハピ〜（2020年10月13日、特別編成のため10分繰り下げ）
- あの子が生まれる…（2020年10月20日 - 12月22日）
- ポルノグラファー（再放送、2021年1月12日 - 2月16日）
- ポルノグラファー～インディゴの気分～（再放送、2021年2月23日 - 3月2日）
- 純喫茶に恋をして&寺門ジモンの肉専門チャンネル（2021年4月13日、特別編成のため25分繰り下げ）
- 何するカトゥーン?（2021年4月20日 - 9月21日<月1回放送>）
- 高嶺と花(再放送、2021年4月27日 - 6月22日)
- 純烈ものがたり第2話（2021年7月6日、特別編成のため20分繰り下げ）
- 百合だのかんだの(再放送、2021年7月13日 - 9月14日)
- いとしのニーナ(再放送、2021年9月28日 - 11月23日)
- 花にけだもの（再放送、2021年12月7日 - 2022年3月8日）
- 花にけだもの〜Second Season〜（再放送、2022年3月22日 - 3月29日）

### その他
- キミの墓石を建てに行こう。（第5回ドラマ甲子園受賞作品）（2019年10月1日）
- ミュージカル来日記念特番「ボディーガード」が見たくなるものすごい話（2019年10月1日）
- テレビ特区（2019年12月31日）
- 大みそかは格闘技RIZIN!（2019年12月31日）
- じゃじゃじゃじゃ〜ン!もうすぐお正月SP（2019年12月31日）